# گوستاو بریستروم
گوستاو بریستروم (انگلیسی: Gustaf Bergström; ۴ ژوئیهٔ ۱۸۸۴ – ۹ فوریهٔ ۱۹۳۸) بازیکن فوتبال اهل سوئد بود.